# XIV Premis Turia
Els XIV Premis Turia foren concedits el 2 de juliol de 2005 per la revista valenciana Cartelera Turia amb la intenció de guardonar les persones i col·lectius que haguessen destacat l'any anterior en qualsevol de les categories i seccions que cobria la revista: cinema (pel·lícula espanyola i estrangera, actor i actriu), teatre, arts plàstiques, literatura, gastronomia, mitjans de comunicació, esports, música, literatura i actors porno. La llista de guanyadors era escollida per l'equip de redactors i col·laboradors de la revista.
L'entrega es va dur a terme a l'Auditori del Centre Cultural de Burjassot, fou presentada novament per Tonino i Juanjo de la Iglesia i amenitzada musicalment pel grup musical de la pel·lícula de Benito Zambrano Habana Blues.
El premi consistia en una estàtua que imitava la que sortia a la mítica pel·lícula El falcó maltès (1950) de John Huston.

## Guardons
Els guanyadors de l'edició foren:
| Categoria                                 | Premiat                                                             | Labor premiada                            |
| ----------------------------------------- | ------------------------------------------------------------------- | ----------------------------------------- |
| Millor Pel·lícula Espanyola               | Núvols d'estiu                                                      | Felipe Vega                               |
| Millor Pel·lícula Estrangera              | Luna de Avellaneda                                                  | Juan José Campanella                      |
| Millor Opera Prima                        | Fuera del cuerpo                                                    | Vicente Peñarrocha                        |
| Premi Especial Cinema                     | Manuel Gómez Pereira                                                | -                                         |
| Premi Especial Turia                      | La vida que te espera                                               | Manuel Gutiérrez Aragón                   |
| Premi Especial Turia                      | Festival de Màlaga                                                  | -                                         |
| Premi Especial Turia                      | Emma Suárez                                                         | Horas de luz                              |
| Premi millor curtmetratge valencià        | El caso de Marcos Rivera                                            | Pedro Uris                                |
| Premi millor telefilm valencià            | Síndrome laboral                                                    | Sigfrid Monleón                           |
| Millor Actor                              | Eduard Fernández                                                    | Cosas que hacen que la vida valga la pena |
| Millor Actriu                             | Ana Belén                                                           | Cosas que hacen que la vida valga la pena |
| Millor Actriu Revelació                   | Natalia Millán                                                      | Núvols d'estiu                            |
| Millor Actriu Revelació                   | Irene Montalà                                                       | Núvols d'estiu                            |
| Millor contribució dansa                  | Ananda Dansa                                                        | A ojos cerrados                           |
| Millor contribució arts plàstiques        | Rafael Armengol                                                     |                                           |
| Millor contribució gastronòmica           | Restaurante Levante, Benissanó                                      | -                                         |
| Millor contribució a la cultura del vi    | Bodegas El Celler del Roure (Moixent)                               | -                                         |
| Millor contribució cívica                 | Francesc Aura Boronat, Lluís Estañ Alfosea i Francesc Batiste Baila | Supervivents del camp de Mauthausen       |
| Millor contribució literària              | Manuel Rivas Barros                                                 | -                                         |
| Millor contribució esportiva              | Llevant Unió Esportiva (femení)                                     |                                           |
| Millor contribució mitjans de comunicació | Informatius de TVE                                                  |                                           |
| Premi especial mitjans de comunicació     | Primera Línea                                                       | 20 Aniversari                             |
| Premi "La Turia te pone verde"            | Manuel Ayús y Rubio (Salvem el Benacantil)                          | -                                         |
| Millor contribució cultural del còmic     | Cuando los cómics se llamaban tebeos d'Antoni Guiral Conti          | Publicat per El Jueves                    |
| Millor Actor Porno Europeu                | Max Cortés                                                          |                                           |
| Millor Actriu Porno Revelació             | Lucía Lapiedra                                                      |                                           |
| Millor Actriu Porno Europea               | Bámbola                                                             |                                           |
| Premi Huevo de Colón                      | Gomaespuma                                                          |                                           |

## Premi per votació dels lectors
| Categoria                    | Pel·lícula         | Director             |
| ---------------------------- | ------------------ | -------------------- |
| Millor pel·lícula espanyola  | Mar adentro        | Alejandro Amenábar   |
| Millor pel·lícula estrangera | Luna de Avellaneda | Juan José Campanella |